# Осуми (спутник)
Осуми (яп. おおすみ О:суми) — первый японский искусственный спутник Земли. Был запущен 11 февраля 1970 года четырёхступенчатой ракетой-носителем Ламбда-4S-5 с космодрома Утиноура в префектуре Кагосима. Своё название спутник получил в честь полуострова, на котором расположен Космический центр Утиноура.
Это была пятая попытка Японии запустить ИСЗ; первые четыре (в 1966—1969 гг.) кончались неудачно. Успешный запуск сделал Японию четвёртой страной (после СССР, США и Франции), самостоятельно запустившей свой спутник.
Спутник весил 24 кг. Орбита эллиптическая; наклонение орбиты — 31°, апогей — 5140 км, перигей — 350 км.
На борту были акселерометры, термометр и радиопередатчик. Бортовое электропитание — от химических источников тока. Передатчик отключился 12 февраля, всего через 14—15 часов после запуска.
2 августа 2003 года Осуми сошёл с орбиты и сгорел в атмосфере.